# Peter Hefti
Pour les articles homonymes, voir Hefti.
Peter Hefti, né le 6 octobre 1922 à Zurich (originaire de Schwanden) et mort le 17 septembre 2012 à Glaris Sud, est une personnalité politique suisse, membre du Parti radical-démocratique. 
Il est député du canton de Glaris au Conseil des États de juin 1968 à mai 1990. 

## Biographie

### Origines et famille
Peter Hefti naît le 6 octobre 1922 à Zurich. Il est originaire de Schwanden, dans le canton de Glaris.
Son père, Hans Hefti, est conseiller d'État du canton de Glaris de 1937 à 1950 ; sa mère, née Erika Haab, est la fille du conseiller fédéral Robert Haab. Son grand-père homonyme, Peter Hefti, est également conseiller d'État du canton de Glaris, de 1899 à 1906.
Il épouse en 1958 Ursula Spoerry, juriste et fille d'un économiste. Ils ont deux enfants, dont Thomas Hefti, conseiller aux États de 2004 à 2023.

### Études, armée et activités professionnelles
Après avoir obtenu sa maturité gymnasiale à l'École cantonale de Zurich (de), il fait des études de droit à Berne, Zurich, Genève et Bâle, couronnées par un doctorat de l'Université de Berne en 1947,. Il accomplit par la suite une formation postgrade aux États-Unis, à l'université du Michigan,, puis exerce la profession d'avocat à Glaris dans son propre cabinet (brevet d'avocat obtenu à Zurich). 
Il a le grade de caporal à l'armée.
Il est élu à la Cour pénale du canton de Glaris par la Landsgemeinde en 1952 et réélu à deux reprises (en 1956 et 1959). Il est ensuite élu président du Tribunal cantonal glaronais par la Landsgemeinde de Glaris en 1963 et réélu à huit reprises (1965, 1968, 1971, 1974, 1978, 1982 et 1986). Il ne peut pas se présenter pour un dixième mandat en 1990, la Landsgemeinde glaronaise ayant adopté deux ans plus tôt une disposition constitutionnelle fixant à 65 ans l'âge limite pour l'exercice des fonctions de conseiller d'État, de président de tribunal et de député au Conseil des États,,. 

### Mort
Il meurt le 17 septembre 2012 à Glaris Sud.

## Parcours politique
Il est député au Landrat du canton de Glaris de 1953 à 1968, puis conseiller aux États radical de juin 1968 à mai 1990. Il préside la chambre basse du parlement suisse de décembre 1980 à novembre 1981. 
Il est membre de 300 commissions parlementaires, dont celle des affaires militaires, du commerce extérieur et des CFF, et préside la délégation des finances. Il est également délégué auprès de l'Union interparlementaire. Ayant atteint l'âge limite de 65 ans, il ne peut pas se présenter pour un septième mandat en 1990,. 
Il est par ailleurs conseiller communal (exécutif) de Schwanden à partir de 1959, puis président de ladite commune de 1978 à 1986. 
Il se présente en 1982 à la succession de Fritz Honegger au Conseil fédéral, mais n'obtient qu'une seule voix. 

## Profil politique
Il défend entre autres les intérêts de l'industrie, ceux des régions périphériques et des régions de montagne et ceux de l'économie hydraulique et se profile sur les questions énergétiques.
Il est le seul parlementaire à voter contre l'institution d'une commission d'enquête parlementaire en 1989 sur l'affaire Kopp, souhaitant attendre le rapport de l'enquête administrative.

## Autres fonctions
Il est administrateur de nombreuses sociétés (notamment Vereinigte Webereien Sernftal, usines électriques Sernf-Niederenbach à Schwanden, Zervreila à Vals, AKEB à Lucerne, Therma (de) à Schwanden, assurances Vita et Zurich assurance). 
Il est également membre du comité de la Société suisse des constructeurs de machines.